# Distichophyllum leiopogon
Distichophyllum leiopogon är en bladmossart som beskrevs av Hugh Neville Dixon 1942. Distichophyllum leiopogon ingår i släktet Distichophyllum och familjen Hookeriaceae. Inga underarter finns listade i Catalogue of Life.